# Анхель Ортіс (футболіст, 2004)
А́нхель Орті́с Монтерре́й (ісп. Ángel Ortiz Monterrey; нар. 25 липня 2004) — іспанський футболіст, захисник клубу «Реал Бетіс».

## Клубна кар'єра
Вихованець команд «Альмендралехо», «Реал Бетіс» і «Калавера». 11 вересня 2021 року дебютував за резервну команду «Бетіса» в матчі Прімери Федерасьйон проти «Хімнастіка». 26 лютого 2023 року в поєдинку Сегунди Федерасьйон проти «Велеса» забив свій перший гол у кар'єрі. 7 липня 2023 року підписав професіональний контракт з «Бетісом», що розрахований до літа 2025 року.
25 січня 2025 року дебютував в основному складі «Бетіса» в матчі Ла-Ліги проти «Мальорки», вийшовши з перших хвилин, відзначився результативною передачею. 13 лютого в поєдинку Ліги конференцій УЄФА проти бельгійського «Гента» дебютував у єврокубках. В своєму дебютному сезоні дійшов з «Бетісом» до фіналу Ліги конференцій, де в підсумку його команда поступилась англійському «Челсі».
13 червня 2025 року продовжив контракт з клубом до 2029 року.

## Кар'єра в збірній
Виступав за збірні Іспанії до 18 і до 19 років.

## Статистика виступів
Станом на 28 травня 2025 
| Клуб              | Сезон             | Чемпіонат           | Чемпіонат | Чемпіонат | Кубок | Кубок | Єврокубки | Єврокубки | Інші  | Інші | Всього | Всього |
| Клуб              | Сезон             | Дивізіон            | Матчі     | Голи      | Матчі | Голи  | Матчі     | Голи      | Матчі | Голи | Матчі  | Голи   |
| ----------------- | ----------------- | ------------------- | --------- | --------- | ----- | ----- | --------- | --------- | ----- | ---- | ------ | ------ |
| Реал Бетіс Б      | 2021–22           | Прімера Федерасьйон | 3         | 0         | —     | —     | —         | —         | —     | —    | 3      | 0      |
| Реал Бетіс Б      | 2022–23           | Сегунда Федерасьйон | 20        | 1         | —     | —     | —         | —         | —     | —    | 20     | 1      |
| Реал Бетіс Б      | 2023–24           | Сегунда Федерасьйон | 36        | 1         | —     | —     | —         | —         | —     | —    | 36     | 1      |
| Реал Бетіс Б      | 2024–25           | Прімера Федерасьйон | 23        | 0         | —     | —     | —         | —         | —     | —    | 23     | 0      |
| Реал Бетіс Б      | Всього            | Всього              | 82        | 2         | —     | —     | —         | —         | —     | —    | 82     | 2      |
| Реал Бетіс        | 2024–25           | Ла-Ліга             | 5         | 0         | 0     | 0     | 1         | 0         | —     | —    | 6      | 0      |
| Всього за кар'єру | Всього за кар'єру | Всього за кар'єру   | 87        | 2         | 0     | 0     | 1         | 0         | 0     | 0    | 88     | 2      |

1. ↑  Матчі в Лізі конференцій УЄФА